# Martha Stewart
Martha Stewart, nata Martha Helen Kostyra (Jersey City, 3 agosto 1941), è una conduttrice televisiva e intrattenitrice statunitense di origini polacche, conosciuta nel mondo televisivo e dei magazine per i suoi programmi di cucina, giardinaggio, bon ton, fai-da-te, e, in generale, come guida nel lifestyle e nel ménage domestico.
È anche una donna d'affari di successo e un'icona statunitense. Nel 2002 la sua carriera è stata scossa da uno scandalo riguardante la sua vendita di azioni di una casa farmaceutica, alcuni giorni prima che la licenza per un nuovo farmaco fosse negata. Alla fine è stata accusata di aver mentito agli investigatori e condannata al carcere nel 2004; è stata rilasciata il 4 marzo 2005.

## Biografia
Nata da famiglia cattolica di origine polacca come Martha Helen Kostyra, da Edward Kostyra e Martha Ruszkowski, alla cresima prese l'ulteriore nome di Grace (Grazia). Dopo il diploma nacque sua figlia Alexis, avuta dall'allora marito Andrew Stewart, impiegato in banca.
Dopo aver tentato di fare la modella, cominciò la carriera di agente di piccola impiegata alle poste fino al 1973, quando la recessione colpì Wall Street. Lei e suo marito traslocarono quindi a Westport, Connecticut, e intrapresero il restauro di una fattoria del 1805 che si vede occasionalmente nei suoi programmi televisivi. Con tutti i loro risparmi, Martha s'inserì con successo nell'industria del catering a Manhattan con un piccolo locale annesso ad uno scantinato nella zona di Chelsea e in quegli anni cominciò a scrivere rubriche e articoli su argomenti come la cucina, il giardinaggio e l'arredamento. Negli anni ottanta fu redattrice del magazine Family Circle e divenne portavoce per Kmart nel 1987. Nel 1990 fu pubblicata la sua rivista, Martha Stewart Living. Quell'anno, suo marito presentò istanza di divorzio, lo stesso giorno in cui uscì il suo libro sui matrimoni.

### L'ascesa alla fama
Nel 1993 cominciò a presentare un omonimo show televisivo di mezz'ora. Presto realizzò una sua linea di prodotti per la casa sotto il nome di The Martha Stewart Everyday Collection. La Stewart si elevò a personalità nazionale con le regolari apparizioni in The Today Show sulla NBC. Fece da ospite-protagonista nella parte di se stessa nella sitcom NBC Una famiglia del terzo tipo, nel 1996. Dal 1997 lanciò la prima delle sue nove linee di prodotti. Condusse anche una trasmissione di cucina su Food Network chiamata From Martha's Kitchen e una di giardinaggio su Home and Garden TV chiamato From Martha's Gardner. Creò anche un sito web per promuovere i suoi prodotti.
Nel 1999 fondò la compagnia Martha Stewart Living Omnimedia, quotata in Borsa a New York, per concentrare tutte le sue imprese sotto un'entità corporativa. La compagnia ebbe successo e Martha divenne milionaria in breve tempo. Ne fu direttore generale e presidente fino al 2003.
Con l'aumento di popolarità, la Stewart divenne bersaglio di parodie nei talk show di seconda serata e in Saturday Night Live. Gli attori ironizzavano sul suo perfezionismo e sulla sua attenzione ai dettagli, come l'insalata d'ambrosia o le decorazioni di foglie per le tovaglie. Fu spesso oggetto di ridicolo ad opera di comici come Jay Leno, David Letterman, Conan O'Brien, e Jimmy Kimmel. Cybill Shepherd interpretò la Stewart in due film TV, Martha, Inc.: The Story of Martha Stewart (2003) e Martha: Behind Bars (2005), entrambi critici nei confronti della Stewart.

### Lo scandalo ImClone
Nel 2002 la Stewart fu indagata per presunto insider trading, per aver venduto 3928 azioni della ImClone Systems il 27 dicembre 2001. Il giorno successivo la Food and Drug Administration annunciò che non avrebbe riesaminato la richiesta di ImClone per Erbitux, che la compagnia aveva propagandato come promettente farmaco anticancro. Le azioni della ImClone persero oltre il 70% nel mese successivo alla notizia. La Stewart era amica del fondatore di ImClone, Samuel Waksal (che frequentò la Stewart dopo essere prima uscito con sua figlia Alexis), il quale da quel momento si dichiarò colpevole per sei capi d'accusa relativi a insider trading precedenti l'annuncio. Il 6 giugno 2002, lo U.S. House Energy and Commerce Committee, che già indagava sui dubbi affari di ImClone, annunciò che stava investigando sul capitale della Stewart. Il 3 ottobre 2002 la Stewart si dimise dal consiglio d'amministrazione della Borsa di New York. Nonostante tutte le indagini e l'accusa, la Stewart mantenne intatta la sua immagine pubblica, concentrandosi sul suo lavoro e ignorando il clamore per lo scandalo.
Il 4 giugno 2003, un gran jury federale di Manhattan indiziò la Stewart e il suo intermediario Peter Bacanovic per nove capi d'accusa provenienti dalla U.S. Securities and Exchange Commission (SEC). Il Governo stimò che la Stewart, vendendo quando lo fece, avesse evitato perdite per 45673 $. Le accuse includevano frode a danno della sicurezza, intralcio alla giustizia e complotto. La Stewart non fu imputata dell'accusa originale di insider trading, ma solo della copertura che ne derivò. La Stewart si dichiarò non colpevole, adducendo che avesse un accordo con Bacanovic di vendere le sue azioni ImClone se il prezzo fosse sceso al di sotto dei 60 $. La Stewart si dimise da direttore e presidente della Martha Stewart Living Omnimedia lo stesso giorno in cui venne indagata, ma rimase nel Consiglio dell'azienda.
La SEC più tardi intentò una causa civile contro Stewart con le accuse di insider trading. Il processo della Stewart cominciò il 20 gennaio 2004 a New York, presieduto dal giudice distrettuale Miriam Goldman Cedarbaum. Durante l'udienza, la Stewart ribadì la sua innocenza.
Il 27 dicembre 2004 il giudice Cedarbaum respinse l'accusa di frode contro la sicurezza che avrebbe potuto significare fino a dieci anni di reclusione e un milione di dollari di multa. Il Giudice definì l'accusa “infondata”.
Il 5 marzo 2004 la Stewart fu dichiarata colpevole da una giuria di otto donne e quattro uomini di tutti i capi d'accusa pendenti su di lei: complotto, intralcio alla giustizia e due accuse di falsa testimonianza. La massima pena per questi reati è di 20 anni complessivi di reclusione. La giuria stette riunita per tre giorni, dopo i cinque di processo, prima di emettere un verdetto. La sentenza fu fissata per il 17 giugno. Dopo la condanna della Stewart, sul suo sito web fu postato un messaggio che in parte recitava: “Sono ovviamente addolorata dal verdetto della giuria ma continuo a trarre conforto dal sapere che ho la fiducia e il supporto duraturo della mia famiglia e degli amici. Mi appellerò al verdetto e continuerò a lottare per dare lustro al mio nome. Credo nell'imparzialità del sistema giudiziario e resto fiduciosa che alla fine prevarrò”.

### Il declino dopo la condanna

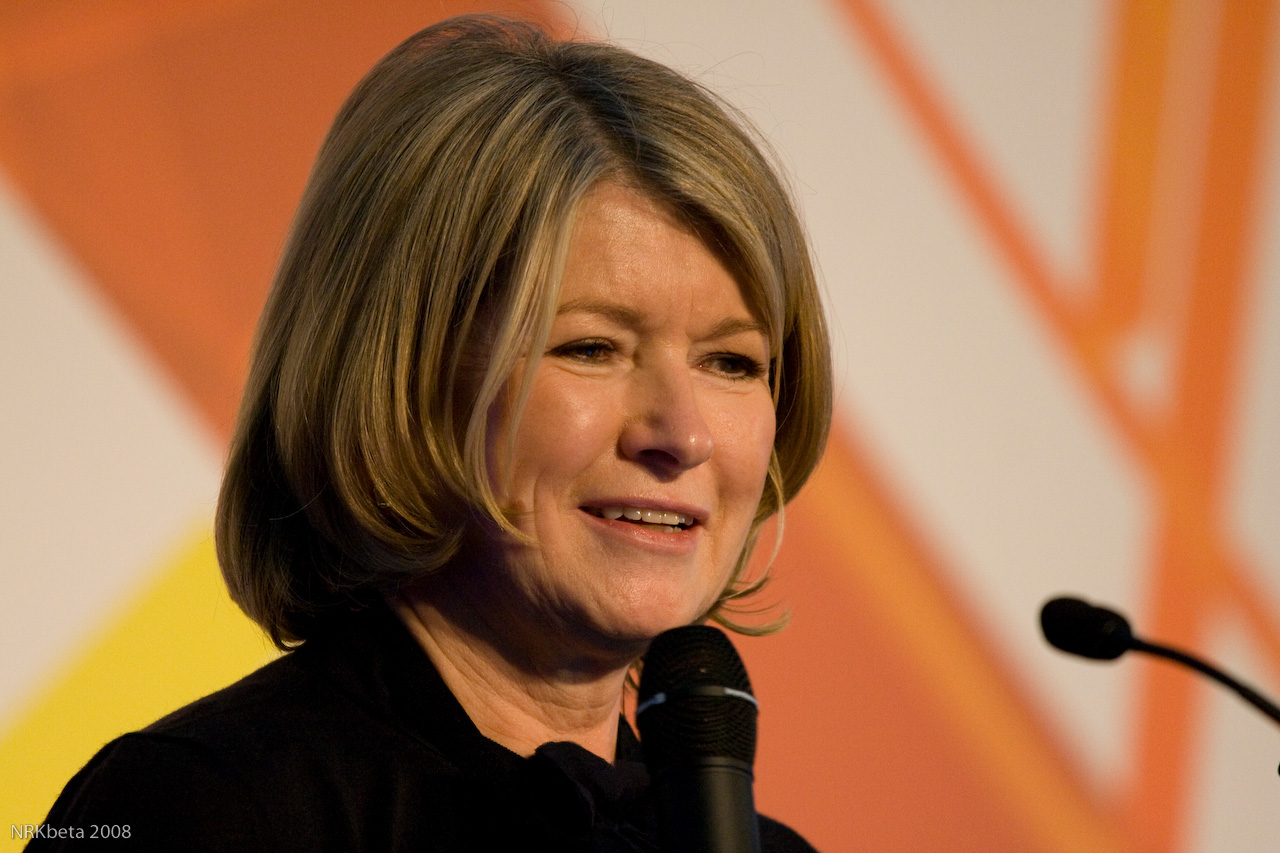
Martha Stewart

L'8 marzo 2004 la Viacom cancellò Martha Stewart Living dalle affiliate CBS a UPN, dopo aver spostato lo show, durante il processo Stewart, dalla fascia oraria del prime daytime a quella meno desiderabile della mattina presto . Il 15 marzo la Stewart si dimise dal Consiglio della Martha Stewart Living Omnimedia. Il 18 marzo la MSO annunciò che il programma televisivo che aveva dato il via alla compagnia stava per essere interrotto.
In una faccenda non correlata, la Stewart affrontò delle grane legali nel febbraio 2004, perché la sua azienda, la Martha Stewart Living Omnimedia, fu citata in giudizio da Kmart per aver gonfiato il pagamento dei diritti e le spese di pubblicità. Le compagnie avevano firmato un accordo per sette anni nel 2001, per commercializzare attraverso gli store Kmart i prodotti per decorare casa, per giardino e i casalinghi a marchio Martha Stewart Everyday. Kmart presentò istanza di fallimento sette mesi più tardi e da quel momento chiusero 600 dei 2100 magazzini. Il 26 aprile 2004 Kmart ritirò la sua causa, avendo raggiunto un accordo con la Martha Stewart Living Omnimedia al fine di rettificare i termini del contratto del giugno 2001 ed estenderli fino al 2009.
Il 21 maggio 2004 Larry Stewart (nessuna parentela), un direttore di laboratorio dei Servizi Segreti USA che testimoniò per il Governo contro Martha Stewart, fu imputato di due capi d'accusa di falsa testimonianza. Larry Stewart aveva fatto da perito per l'inchiostro di un documento del broker, testimoniando che la nota sulla vendita delle azioni ImClone nel momento in cui fossero scese al di sotto dei 60 $ era differente dal resto dell'inchiostro del documento. Le accuse si sollevarono quando Susan Fortunato, una collaboratrice dei Servizi Segreti, dichiarò che aveva di fatto svolto le analisi e che il foglio non era mai stato esaminato da Stewart. Anche se la giuria al processo per falsa testimonianza credette che Larry Stewart si fosse falsamente attribuito il lavoro svolto, questo non costituì reato di falsa testimonianza e fu giudicato non colpevole.

### La sentenza
L'8 luglio fu respinta la mozione per un nuovo processo e la sentenza fu emessa il 16 luglio. Martha Stewart e Peter Bacanovic furono condannati ognuno a cinque mesi di prigione, cinque di arresti domiciliari, e due anni di condizionale, per aver mentito sulla vendita delle azioni, per complotto e intralcio alla giustizia. Alla Stewart fu ordinato di pagare 30000 $ di multa, mentre Bacanovic fu multato per 4000 $.
Il 15 settembre 2004, accompagnata dai suoi legali e dai membri del Consiglio d'Amministrazione della Martha Stewart Living Omnimedia, la Stewart tenne una conferenza stampa per annunciare la sua decisione di cominciare a scontare la pena il più presto possibile, mentre prometteva di andare avanti col suo appello. Il 21 settembre le fu ordinato dal Giudice Miriam Cedarbaum di rassegnarsi a cominciare la sua pena a partire dall'8 ottobre. Il 29 settembre il Federal Bureau of Prisons annunciò che la Stewart avrebbe scontato la sua condanna presso il campo della prigione federale di Alderson (Virginia Occidentale), respingendo la sua richiesta di scontarla alla prigione federale di Danbury (Connecticut). Si presentò all'Alderson Federal Prison Camp la mattina dell'8 ottobre. Alderson è un carcere di minima sicurezza, il livello più basso nel Bureau of Prisons. Non ci sono recinti, e i detenuti sono generalmente liberi di camminare per il compound senza scorta. La Stewart, che ha detto che il suo soprannome in prigione era “M. Diddy”, ha riferito di essere andata abbastanza d'accordo con le sue compagne detenute, che ha tenuto impegnate assegnando loro mansioni di pulizia. È stata rilasciata il 4 marzo 2005.

### Il rilascio e il ritorno
Dopo essere uscita da Alderson, la Stewart ha cominciato a scontare i suoi arresti domiciliari nella casa di Bedford, New York. In quel periodo le è stato concesso di lasciare la sua proprietà 48 ore a settimana per svolgere il suo lavoro, ma fu obbligata a indossare un braccialetto elettronico alla caviglia per monitorare la sua posizione a tutte le ore. Il 3 agosto (il giorno del suo 64º compleanno), gli avvocati della Stewart annunciarono che i suoi arresti domiciliari erano stati prolungati di tre settimane, fino al 31 agosto, poiché aveva violato i termini della prigionia..
Molta gente prevede un ritorno di Martha Stewart, mentre altri credono che troverà difficoltà nel tentare di restaurare il suo precedente status di magnate mediatico. È ancora una volta alle prese con il suo magazine Martha Stewart Living. L'offerta dei suoi prodotti da Kmart è stata ampliata, ed è probabile che la merce della Stewart sarà disponibile anche presso i magazzini Sears, dopo la fusione della compagnia con Kmart. Comunque, l'aspetto più pubblicizzato del suo tentativo di ritorno è la televisione. Conduce di nuovo una trasmissione mattutina chiamata semplicemente Martha e compare in una nuova versione di The Apprentice (chiamata The Apprentice: Martha Stewart). Entrambe debuttano a settembre 2005, finanziate dal famoso produttore Mark Burnett.

## Filmografia

### Cinema
- What Women Want - Quello che le donne vogliono, regia di Nancy Meyers (2000)
- Men in Black II, regia di Barry Sonnenfeld (2002)
- The Great Buck Howard, regia di  Sean McGinly (2007)
- Pixels, regia di Chris Columbus (2015)
- Bad Moms - Mamme molto cattive, regia di Jon Lucas e Scott Moore (2016)

### Televisione
- Ellen – serie TV, episodio 3x08 (1995)
- Una famiglia del terzo tipo – serie TV, episodio 1x02 (1996)
- Cosby – serie TV, episodio 3x10 (1998)
- La valle dei pini – soap opera, 1 puntata (2006)
- Ugly Betty – serie TV, episodio 1x08 (2006)
- 2 Broke Girls – serie TV, 2 episodi (2012)
- Law & Order - Unità vittime speciali – serie TV, episodio 13x21 (2012)